# 上級
| ウィキペディアには「上級」という見出しの百科事典記事はありません（タイトルに「上級」を含むページの一覧/「上級」で始まるページの一覧）。 代わりにウィクショナリーのページ「上級」が役に立つかもしれません。 |